# کالیبر ۴۵ ای‌سی‌پی
کالیبر ۴۵ ای‌سی‌پی (انگلیسی: .45 ACP) برگرفته از سرواژگان (Automatic Colt Pistol) به معنای تپانچه خودکار کلت  یا کالیبر ۴۵ خودکار (انگلیسی: .45 Auto) یا کالیبر ۲۳×۱۱٫۴۳ میلی‌متر (انگلیسی: 11.43×23mm) یک فشنگ تفنگ دستی بدون لبه و دیواره مستقیم بدون گلوگاه است که توسط جان برونینگ در سال ۱۹۰۴ برای استفاده در نمونه اولیه پیستول نیمه‌خودکار کلت طراحی شد. پس از آزمایش‌های نظامی موفق، به عنوان اتاقک استاندارد برای اسلحه دستی کلت ام۱۹۱۱ پذیرفته شد.

## سلاح‌های کالیبر ۴۵ ای‌سی‌پی

### هفت‌تیر
- کلت ام۱۹۱۷
- اسمیت و وسون گاورنر
- ششلول وبلی

### پیستول نیمه‌خودکار
- برتا ۸۰۰۰
- گلوک
- یواس‌پی
- کلت لاما
- کلت ام۱۹۱۱
- موزر سی۹۶
- زیگ زاوئر پی۳۲۰
- استار مدل پی‌دی

### مسلسل دستی
- هکلر و کخ اوام‌په
- کریس وکتور
- مسلسل دستی ام۳
- ام۵۰ ریزینگ
- مک-۱۰
- مسلسل دستی تامسن
- یوزی